# Melodies & Memories II
『Melodies & Memories II』（メロディーズ・アンド・メモリーズ・ツー）は、TUBE2枚目のバラード・ベスト・アルバム。2001年11月21日に規格品番：SRCL-5253/4（DVD付初回盤）・規格品番：SRCL-5255（通常盤）の2形態で発売。2003年5月2日に規格品番：AICL-1433で再発された。

## 内容
前作『Melodies & Memories』から7年ぶりになるバラード・ベスト・アルバム。前作とは異なり新規の曲やリミックス曲等は収録されておらず、元々の作品からの選曲である。
シングルのカップリング曲として発表されていた「Smile For Me」、「世界で君だけが…」及び、「虹になりたい」のシングルバージョンは本作でアルバム初収録となった。
初回生産限定盤には『TUBE Live Around 2001「Soul Surfin' Crew」』より「十年先のラブ・ストーリー」が収録されたDVD付デジパック仕様。
2004年には、韓国で韓国盤を発売。名称は「Melodies & Memories」で収録曲の内容が韓国盤のみ一部異なっており、「Keep On Sailin`」、「君へのバラード」、「Smile For Me」の3曲が外され、代わりに「シーズン・イン・ザ・サン」、「ガラスのメモリーズ」、2002 FIFAワールドカップの開催記念として企画されたコンピレーション・アルバム『PROJECT 2002 The Monsters』(2001年10月24日発売)から「Dreams of Asia (TUBE & Shin-Seunghun)」(この曲の名称のみが変更されている)の3曲がボーナス・トラックとして収録された。ジャケットのイラストはわたせせいぞうによるもの。
TUBEは本作を以て1985年6月から16年半所属したCBS・ソニー→Sony RecordsからSME内レーベルSony Music Associated Recordsへ移籍した。

## 収録曲
| 全作詞: 前田亘輝。 |                              |           |           |                |      |
| #                  | タイトル                     | 作詞      | 作曲      | 編曲           | 時間 |
| 1.                 | 「十年先のラブストーリー」   | 前田亘輝  | 春畑道哉  | TUBE           | 5:56 |
| 2.                 | 「君となら」                 | 前田亘輝  | 春畑道哉  | TUBE           | 5:07 |
| 3.                 | 「Purity 〜ピュアティ〜」    | 前田亘輝  | 春畑道哉  | TUBE           | 4:18 |
| 4.                 | 「世界で君だけが...」        | 前田亘輝  | 春畑道哉  | 池田大介、TUBE | 5:17 |
| 5.                 | 「夏の終わりに…」            | 前田亘輝  | 春畑道哉  | TUBE           | 5:50 |
| 6.                 | 「湘南My Love」              | 前田亘輝  | 春畑道哉  | TUBE           | 4:31 |
| 7.                 | 「女神たちよそっとおやすみ」 | 前田亘輝  | 春畑道哉  | TUBE           | 5:25 |
| 8.                 | 「Keep On Sailin`」          | 前田亘輝  | 春畑道哉  | TUBE           | 5:36 |
| 9.                 | 「きっと どこかで」          | 前田亘輝  | 春畑道哉  | 池田大介、TUBE | 3:31 |
| 10.                | 「Once in a blue moon」      | 前田亘輝  | 春畑道哉  | TUBE           | 4:01 |
| 11.                | 「夏よありがとう」           | 前田亘輝  | 春畑道哉  | TUBE           | 5:45 |
| 12.                | 「虹になりたい」             | 前田亘輝  | 前田亘輝  | 坂基文彦、TUBE | 5:01 |
| 13.                | 「君へのバラード」           | 前田亘輝  | 春畑道哉  | TUBE           | 5:22 |
| 14.                | 「Smile For Me」             | 前田亘輝  | 春畑道哉  | TUBE           | 5:03 |
| 15.                | 「今日からずっと」           | 前田亘輝  | 春畑道哉  | TUBE           | 5:46 |
| 合計時間:          | 合計時間:                    | 合計時間: | 合計時間: | 76:29          |      |

| #         | タイトル                                                   | 作詞          | 作曲      | 編曲           | 時間  |
| --------- | ---------------------------------------------------------- | ------------- | --------- | -------------- | ----- |
| 1.        | 「十年先のラブストーリー」                                 | 前田亘輝      | 春畑道哉  | TUBE           | 5:56  |
| 2.        | 「君となら」                                               | 前田亘輝      | 春畑道哉  | TUBE           | 5:07  |
| 3.        | 「Purity 〜ピュアティ〜」                                  | 前田亘輝      | 春畑道哉  | TUBE           | 4:18  |
| 4.        | 「世界で君だけが…」                                        | 前田亘輝      | 春畑道哉  | 池田大介、TUBE | 5:17  |
| 5.        | 「夏の終わりに…」                                          | 前田亘輝      | 春畑道哉  | TUBE           | 5:50  |
| 6.        | 「湘南My Love」                                            | 前田亘輝      | 春畑道哉  | TUBE           | 4:31  |
| 7.        | 「女神たちよそっとおやすみ」                               | 前田亘輝      | 春畑道哉  | TUBE           | 5:25  |
| 8.        | 「きっと どこかで」                                        | 前田亘輝      | 春畑道哉  | 池田大介、TUBE | 3:31  |
| 9.        | 「Once in a blue moon」                                    | 前田亘輝      | 春畑道哉  | TUBE           | 4:01  |
| 10.       | 「夏よありがとう」                                         | 前田亘輝      | 春畑道哉  | TUBE           | 5:45  |
| 11.       | 「虹になりたい」                                           | 前田亘輝      | 前田亘輝  | 坂基文彦、TUBE | 5:01  |
| 12.       | 「今日からずっと」                                         | 前田亘輝      | 春畑道哉  | TUBE           | 5:46  |
| 13.       | 「シーズン・イン・ザ・サン (Re-mix Version)」(Bonus Track) | 亜蘭知子      | 織田哲郎  | 織田哲郎       | 4:21  |
| 14.       | 「ガラスのメモリーズ」(Bonus Track)                        | 前田亘輝      | 春畑道哉  | TUBE           | 4:15  |
| 15.       | 「Dreams of Asia (TUBE & Shin-Seunghun)」(Bonus Track)     | Shin-Seunghun | 春畑道哉  | TUBE           | 5:53  |
| 合計時間: | 合計時間:                                                  | 合計時間:     | 合計時間: | 合計時間:      | 74:57 |

| 全作詞: 前田亘輝、全作曲: 春畑道哉、全編曲: TUBE。 |                                                                                |          |            |
| #                                                  | タイトル                                                                       | 作詞     | 作曲・編曲 |
| 1.                                                 | 「十年先のラブストーリー」(『TUBE Live Around 2001「Soul Surfin' Crew」』より) | 前田亘輝 | 春畑道哉   |

## 演奏
- 小野塚晃 (DIMENSION)
  - Piano (#1.2.7.11.13.15)
  - Organ (#11)
  - Synthesizer (#1.2.6.7.8.11.13)
- 鹿島伸夫
  - Piano (#9.14)
  - Organ (#9)
  - Synthesizer (#14)
- 吉村龍太：Piano (#10)
- 斉藤ノヴ：Percussion (#3.6)
- 沓野行秀 (Riding)：Percussion (#4.5)
- 吉川忠英：Acoustic Guitar (#6)
- 勝田一樹 (DIMENSION)：Saxophone (#5.6)
- 栗林誠一郎：Background Vocals (#1.2.6.7.10)
- 伊藤一義 (Riding)、生沢佑一、KENICHI "EDDIE" TANAKA：Background Vocals (#11)
- 中尾昌文：Synthesizer (#3.5.15)
- 池田大介
  - Synthesizer (#4.9.10)
  - Strings Arrangement (#3.4.5.10.11.13.14.15)
- エルトン永田：Synthesizer (#3)
- 坂基文彦：Synthesizer (#12)
- 佐藤晶：Manipulation (#10)
- 日色ストリングス：Strings (#11.13.15)
- 飛鳥ストリングス：Strings (#5)
- TAMA MUSIC：Strings (#3.4.10.14)